# Kambul (Motul)
Kambul es una localidad, comisaría del municipio de Motul en el estado de Yucatán localizado en el sureste de México.

## Toponimia
El nombre (Kambul) proviene del idioma maya.

## Demografía
Según el censo de 2005 realizado por el INEGI, la población de la localidad era de 175 habitantes, de los cuales 97 eran hombres y 78 eran mujeres.
| 140                         | 210 | 145 | 104 | 102 | 90 | 201 | 123 | 155 | 178 | 162 | 168 | 175 |
| (Fuente: INEGI [Consultar]) |     |     |     |     |    |     |     |     |     |     |     |     |

## Galería

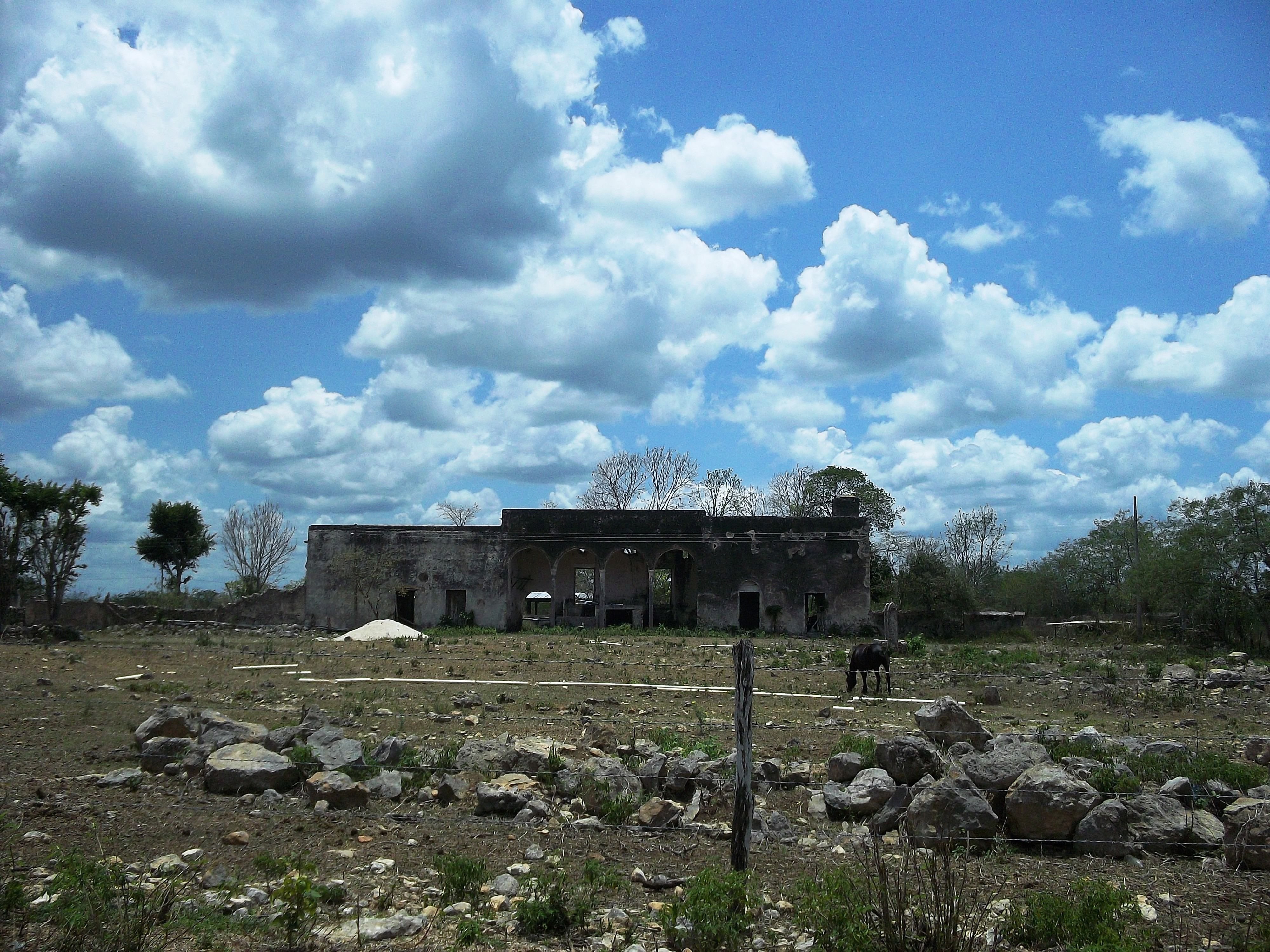
Vista de la hacienda de Kambul.
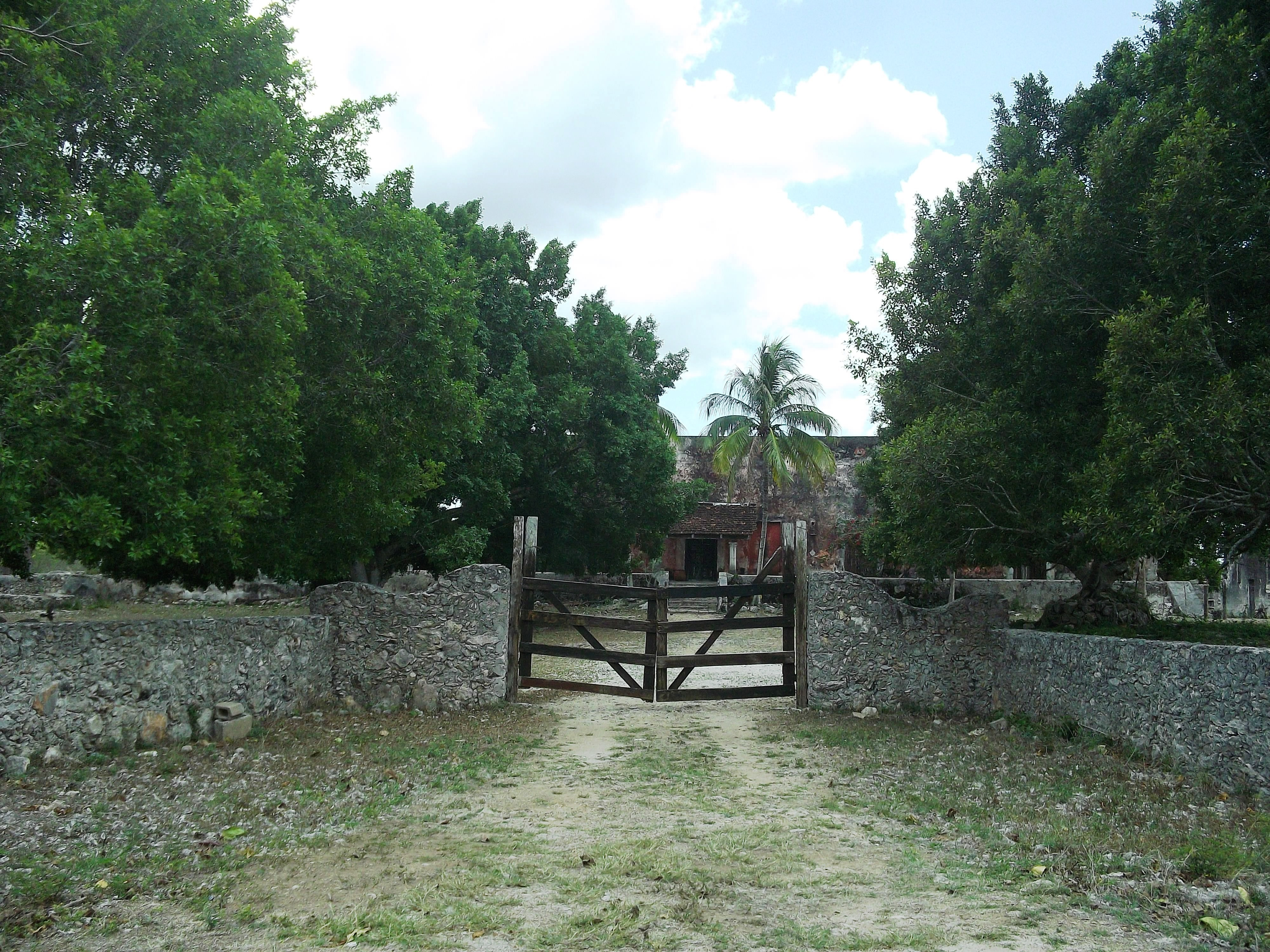
Vista de la hacienda de Kambul.